# Hugh Walpole
Sir Hugh Seymour Walpole CBE (Auckland, 1884. március 13. – London, 1941. június 1.) angol regényíró. Egy anglikán lelkész fia volt, akit egyházi pályára szántak, de ehelyett az írás vonzotta. Többek között Henry James és Arnold Bennett írók bátorították. A jelenetek beállításában és az eleven cselekményekben való jártassága, valamint előadóként való nagy tekintélye nagy olvasóközönséget szerzett neki az Egyesült Királyságban és Észak-Amerikában. Az 1920-as és 1930-as években bestseller író volt, de halála óta nagyrészt elhanyagolták.
Az 1909-ben megjelent első regénye, a The Wooden Horse után Walpole termékenyen írt, évente legalább egy könyvet. Spontán történetmesélő volt, gyorsan írt, hogy minden ötletét papírra vesse, és ritkán javított. Az első nagy sikert hozó regénye a harmadik, a Mr Perrin and Mr Traill volt, amely tragikomikus történet két iskolaigazgató végzetes összecsapásáról. Az első világháború alatt a Vöröskeresztben szolgált az orosz-osztrák fronton, majd a brit propagandában dolgozott Petrográdban és Londonban. Az 1920-as és 1930-as években Walpole nemcsak regényíróként, hanem irodalmi előadóként is igen keresett volt, négy rendkívül jól fizetett észak-amerikai körutat tett.
Meleg férfiként, amikor Nagy-Britanniában a homoszexuális gyakorlatok illegálisak voltak a férfiak számára, Walpole számos intenzív, de diszkrét kapcsolatot folytatott más férfiakkal, és élete nagy részében a szerinte „tökéletes barátot” kereste. Végül talált is egyet, egy nős rendőrt, akivel az angol Lake Districtben telepedett le. Fiatalemberként lelkesen kereste a már befutott írók támogatását, későbbi éveiben pedig számos fiatalabb író nagylelkű támogatója volt. A képzőművészet pártfogója volt, és jelentős festmény-hagyatékot hagyott a Tate Galleryre és más brit intézményekre.
Walpole munkássága nagy és változatos volt. 1909 és 1941 között harminchat regényt, öt novelláskötetet, két eredeti színdarabot és három memoárkötetet írt. Kínálatában szerepeltek a hátborzongató, nyugtalanító tanulmányok, gyermekregények és történelmi regények, különösen a Lake Districtben játszódó Herries Chronicle-sorozat. Az 1930-as években Hollywoodban dolgozott, forgatókönyveket írt két Metro-Goldwyn-Mayer-filmhez, és szerepelt a David Copperfield 1935-ös filmadaptációjában.

## Életrajza

### Korai évek
Walpole az új-zélandi Aucklandben született Somerset Walpole tiszteletes és felesége, Mildred Helen, született Barham (1854-1925) három gyermeke közül a legidősebbként. Somerset Walpole 1877-től 1882-ig Edward White Benson truroi püspök asszisztense volt, amikor felajánlották neki az aucklandi St Mary's Cathedral hivatalát; Benson tanácsára elfogadta.
Mildred Walpole nehezen telepedett le Új-Zélandon, és nyugtalansága és bizonytalansága kihatott legidősebb gyermeke jellemére is. 1889-ben, két évvel a házaspár lánya, Dorothea („Dorothy”) születése után Somerset Walpole egy kiemelkedő és jól fizetett tudományos állást fogadott el a New York-i Általános Teológiai Szemináriumban. Robert („Robin”), a házaspár harmadik gyermeke 1892-ben született New Yorkban. Hugh-t és Dorothy-t egy nevelőnő tanította 1893 közepéig, amikor a szülők úgy döntöttek, hogy angol oktatásra van szüksége.
Walpole-t Angliába küldték, ahol életrajzírója, Rupert Hart-Davis szerint a következő tíz év volt Walpole életének legboldogtalanabb időszaka. Először egy előkészítő iskolába járt Truroban. Bár hiányzott neki a családja, és magányosnak érezte magát, viszonylag boldog volt, de 1895-ben átkerült a marlowi Sir William Borlase's Grammar Schoolba, ahol zaklatták, félt és nyomorultul érezte magát. Később így nyilatkozott: „Az étel nem volt megfelelő, az erkölcs »kiforgatott« volt, és a Terror – a puszta, rideg, szemrebbenés nélküli Terror – bámult le minden egyes folyosón ... A túlzott szeretetvágy, amely mindig is oly hatalmas szerepet játszott az életemben, azt hiszem, nagyrészt az ott elszenvedett elhanyagoltságból fakadt”.

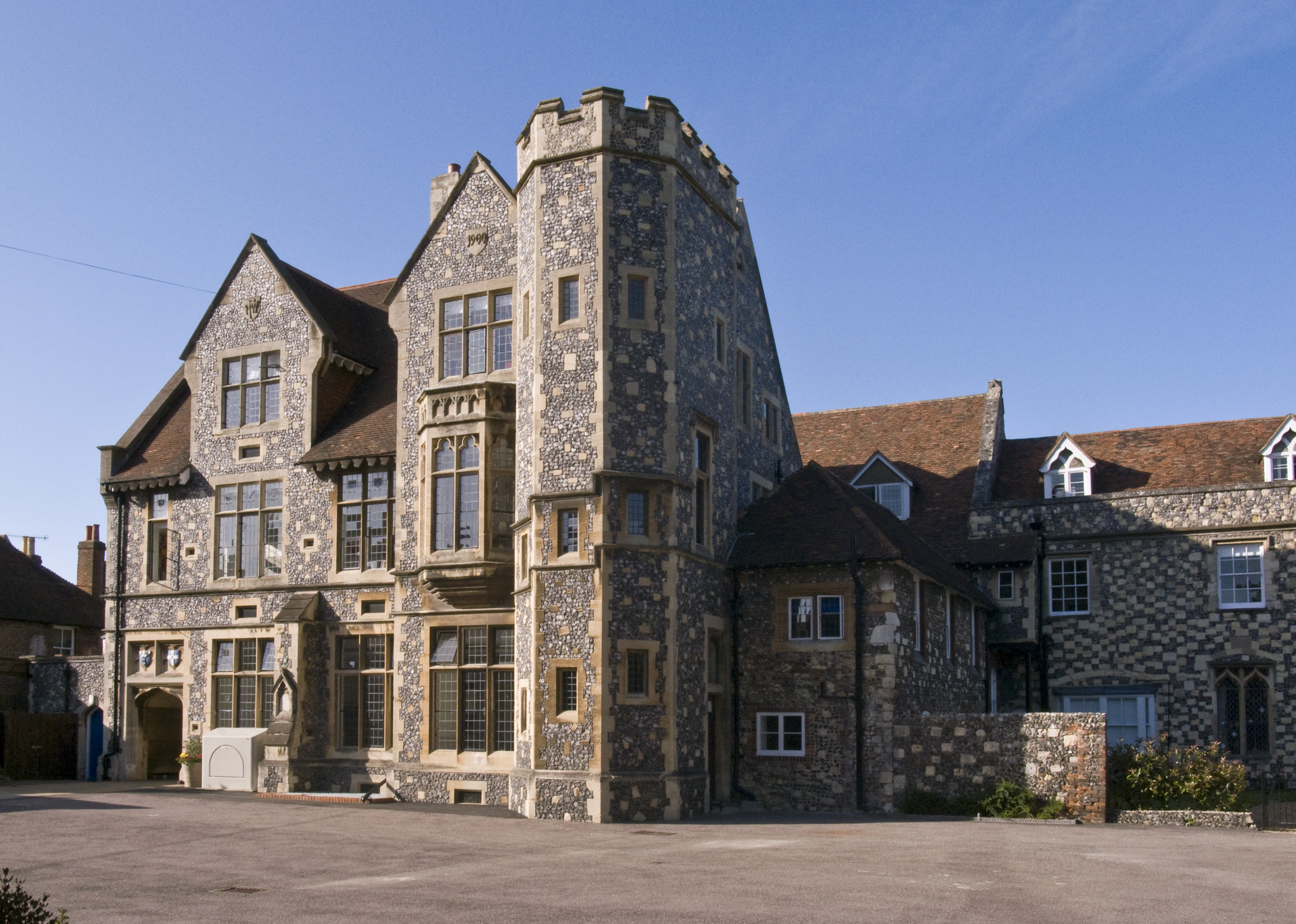
The King's School, Canterbury

1896-ban Somerset Walpole felfedezte, hogy fia irtózik a marlowi iskolától, és átíratta a canterburyi King's Schoolba. Két éven át meglehetősen elégedett, bár nem kiemelkedő tanuló volt ott. 1897-ben idősebb Walpole-t kinevezték a durhami Bede College igazgatójává, és Hugh-t ismét áthelyezték, hogy négy évig a durhami iskola nappali tagozatos diákja legyen. Úgy találta, hogy a nappali tagozatos fiúkat lenézték a bentlakók, és hogy a Bede College az egyetemen belül sznobizmus tárgya volt. Az elszigeteltség érzése egyre erősödött. Folyamatosan a helyi könyvtárba menekült, ahol elolvasta Jane Austen, Henry Fielding, Scott és Dickens összes regényét, valamint Trollope, Wilkie Collins és Henry Kingsley számos művét. Walpole azt írta 1924-ben:
Én ... elégedetlenül, csúnyán, abnormálisan érzékenyen és túlzottan beképzelten nőttem fel. Senki sem kedvelt – sem a mesterek, sem a fiúk, sem a család barátai, sem a rokonok, akik eljöttek hozzám; és ezen a legkevésbé sem csodálkozom. Rendetlen voltam, tisztátalan, túlzottan giccses. Azt hittem, hogy mélységesen félreértettek, hogy az emberek sápadt és pattanásos arcomat lelkem tükrének tekintették, hogy csodálatos érdekességeket rejtek magamban, amelyek egy napon majd kiderülnek.
Bár Walpole nem rajongott az ottani iskolákért, Truro, Canterbury és Durham székesegyházi városai nagy hatást gyakoroltak rá. A Glebeshire-i Polchester kitalált székesegyházi városának egyes aspektusait vette alapul, amely számos későbbi könyvének helyszínéül szolgált. Walpole emlékei a Canterburyben töltött időszakról az évek során egyre halványabbak lettek; ez volt az egyetlen iskola, amelyet megemlített a Who's Who bejegyzésében.

### Cambridge, Liverpool és a tanítás

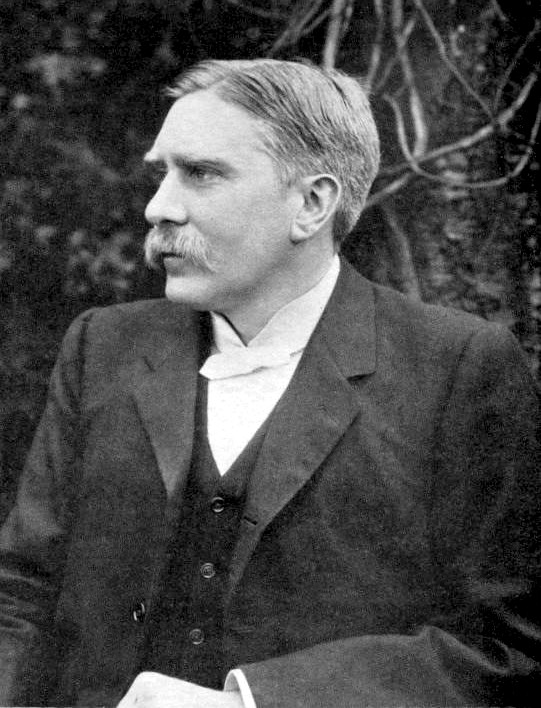
A. C. Benson, egy korai mentor.

1903 és 1906 között Walpole történelmet tanult a cambridge-i Emmanuel College-ban. Itt jelent meg első munkája, a „Két meredithiánus hős” (Two Meredithian Heroes) című kritikai esszéje, amelyet 1905 őszén a főiskola folyóiratában nyomtattak ki. Egyetemi hallgatóként találkozott A. C. Bensonnal, az Etonban korábban nagyon kedvelt mesterrel, aki ekkor már a Magdalene College donja volt, és akinek a bűvkörébe került. Walpole vallásos meggyőződése, amely addig megkérdőjelezhetetlen része volt életének, kezdett elhalványulni, és Benson átsegítette őt ezen a személyes válságon. Walpole is megpróbált megbirkózni homoszexuális érzelmeivel, amelyek egy ideig Bensonra összpontosultak, aki 1906-ban naplójában feljegyezte fiatal hódolója váratlan kitörését: „[Ő] meglehetősen buzgón tört ki tiltakozásban – Jobban törődött velem, mint bárki mással a világon. Nem tudtam elhinni ... Rendkívül megható. ... Nagyon helyes, hogy mindezt szenvedélyesen hiszi; nagyon helyes, hogy tudom, hogy ez nem tart sokáig ... Megpróbáltam ezt olyan gyengéden mondani, ahogy csak tudtam ...”
Benson gyengéden visszautasította Walpole nyomulását. Barátok maradtak, de Walpole, akit visszautasított „túlzott szeretetvágyában” lelkesedésének teljes erejét másfelé fordította, és a Bensonnal való kapcsolat egyre kevésbé volt fontos számára. Kevesebb mint két évvel később Benson naplóbejegyzése Walpole későbbi társadalmi karrierjéről árulkodik védence fejlődéséről alkotott gondolatairól:
Úgy tűnik, teljesen legyőzte Gosse-t. Vasárnapjait hosszú sétákkal tölti H. G. Wellsszel. Minden héten Max Beerbohmmal és R Ross-szal vacsorázik ... és ez történt egy nem túl okos 23 éves fiatalemberrel. Egy kicsit féltékeny vagyok? – Nem, nem hiszem. De egy kicsit zavarban vagyok... Nem látom semmi jelét az intellektuális erőnek vagy felfogásnak, vagy megragadásnak vagy finomságnak sem a munkájában, sem önmagában. ... Furcsán érzéketlennek nevezném. Nem látja például, hogy mi bántja vagy bosszantja az embereket. Szerintem meglehetősen tapintatlan – bár ő maga nagyon érzékeny. Erősségei a kíváncsisága, az életkedve, a buzgósága és a vonzalmainak érzelmi hevülete. De művészként semmiképpen sem tűnik számomra nagyszerűnek.
Benson segítségével Walpole megbékélt hitének elvesztésével. Somerset Walpole, aki maga is egy anglikán pap fia volt, azt remélte, hogy legidősebb fia követi őt a lelkészi pályán. Walpole túlságosan aggódott apja érzéseiért ahhoz, hogy elmondja neki, hogy már nem hívő, és a Cambridge-i egyetem elvégzése után, 1906-ban laikus misszionáriusként vállalt állást a liverpooli Mersey Mission to Seamen (Mersey-tengerészek missziója) misszióban. Ezt úgy jellemezte, mint „életem egyik legnagyobb kudarcát ... A Tengerészeti Misszió egy nagyszerű intézmény volt és az is maradt ... de egy bizonyos típusú emberekre van szükség ahhoz, hogy véghezvigyék, és én nem voltam ilyen típusú ember”. A misszió vezetője megrovásban részesítette, mert nem volt eléggé elkötelezett a munkája iránt, és Walpole hat hónap után lemondott.
1907 áprilisától júliusáig Walpole Németországban tartózkodott, ahol a népszerű írónő, Elizabeth von Arnim gyermekeit tanította. 1908-ban az Epsom College-ban tanított franciát. A tanítással kapcsolatos rövid tapasztalatait tükrözi harmadik regénye, a Mr Perrin and Mr Traill. Az egyházi elődök mellett Walpole családfáján is voltak neves írók: apai ágon a regényíró és levélíró Horace Walpole, anyai ágon pedig Richard Harris Barham, az Ingoldsby-legendák szerzője. Walpole íróként érezte késztetést arra, hogy karriert csináljon. Londonba költözött, és a The Standard könyvkritikusaként talált munkát, szabadidejében pedig szépirodalmat írt. Ekkorra már fenntartások nélkül felismerte, hogy homoszexuális. Találkozásai szükségszerűen diszkrétek voltak, mivel az ilyen tevékenységek illegálisak voltak Nagy-Britanniában, és ez egész életében így is maradt.</ref> A homoszexuális cselekmények elleni legfőbb törvény az 1885-ös Criminal Law Amendment Act 1885 volt, amelyben a Section 11 először tette illegálissá a férfiak közötti bármilyen szexuális tevékenységet. Ezt csak az 1967-es Sexual Offences Act 1967 elfogadásával helyezték hatályon kívül.</ref> Folyamatosan kereste „a tökéletes barátot”; egyik korai jelöltje Percy Anderson színpadi tervező volt, akivel 1910-től egy ideig szoros kapcsolatban állt.

### Korai irodalmi pályafutása
A. C. Benson Henry James barátja volt, akinek Walpole 1908 végén Benson biztatására rajongói levelet írt. Ezután levelezés alakult ki, és 1909 februárjában James meghívta Walpole-t egy ebédre a londoni Reform Clubba. Szoros barátság alakult ki közöttük, amelyet James életrajzírója, Leon Edel úgy jellemzett, hogy bizonyos, de nem minden tekintetben apa-fia kapcsolatra hasonlított. James nagyon megkedvelte a fiatal Walpole-t, bár tisztán látta védence korai munkáinak művészi és kézműves hiányosságait. Somerset Maugham szerint Walpole szexuális ajánlatot tett Jamesnek, aki túlságosan gátlásos volt ahhoz, hogy válaszoljon. Mindazonáltal levelezésükben az idősebb férfi odaadása extravagáns kifejezésekben fogalmazódott meg.
Walpole 1909-ben adta ki első regényét, a The Wooden Horse-t. A regény egy megfontolt és sznob angol családról szólt, amelyet felkavart, hogy egyik tagjuk visszatér egy kevésbé rejtőzködő új-zélandi életből. A könyv jó kritikákat kapott, de alig térítette meg a gépelés költségeit. 1911-ben jelent meg az első kereskedelmi sikere, a Mr Perrin és Mr Traill. Michael Sadleir regényíró és életrajzíró azt írja, hogy bár Walpole 1909 és 1914 között írt hat regénye közül néhány az író fejlődő stílusának példájaként érdekes, a Mr Perrin and Mr Traill az, ami önmagáért is megérdemli, hogy emlékezzünk rá. A másik háború előtti regény a The Prelude to Adventure (1912) volt, amelyet Walpole életrajzírója, Elizabeth Steele úgy jellemzett, mint egy gyilkossági rejtélyt, amely felkeltette a pszichológus Carl Jung érdeklődését.</ref> A „tragikomédia” alcímet viselő könyv pszichológiai tanulmány két iskolaigazgató halálos összecsapásáról, az egyik egy öregedő kudarcos, a másik egy fiatal, vonzó idealista. Hart-Davis véleménye szerint Walpole csak egyszer ragadta meg újra „e könyv friss, letisztult realizmusát”, és maga Walpole is úgy érezte, hogy az 1930-as években visszatekintve munkásságára, eddigi könyvei közül ez volt a legigazabb. Az Observer kedvező kritikát adott a könyvről: „A méreg lassú növekedése [Perrinben] csodálatos hozzáértéssel és együttérzéssel követhető nyomon... ezeken az oldalakon végig az elviselhetetlen feszültség, a közelgő katasztrófa érzése érződik”; A The Manchester Guardian kevésbé volt lelkes, dicsérte a helyszínt, de a történetet „lelkiismeretlen melodrámának” nevezte. A San Francisco Chronicle dicsérte a „technikai kiválóságot, a képzelőerőt és a szépséget – Walpole a legjobb formájában”. Arnold Bennett, a Walpole-nál tizenhét évvel idősebb, befutott regényíró csodálta a könyvet, és összebarátkozott a fiatal szerzővel, rendszeresen szidta, bátorította, néha gúnyolta, hogy javítsa prózáját, karaktereit és elbeszéléseit.
A Guardian kritikusa megjegyezte, hogy a Mr Perrin and Mr Traill helyszíne – egy másodosztályú állami iskola – egyértelműen az életből merített, és ez valóban így is volt. Az Epsom College fiúi örültek az iskolájuk halványan álcázott változatának, de a kollégiumi hatóságok nem, és Walpole hosszú évekig persona non grata volt Epsomban. Ennek nem volt gyakorlati következménye, mivel nem állt szándékában visszatérni a tanári pályára, de ez egy korai példája volt annak a Benson által is jegyzett képességének, hogy meggondolatlanul sértett, bár maga túlérzékeny volt a kritikára.
1914 elején James írt egy cikket a The Times Literary Supplement számára, amelyben felmérte a brit regényírók fiatalabb generációját, és összehasonlította őket jeles idősebb kortársaikkal. Ez utóbbi kategóriába Bennettet, Joseph Conradot, John Galsworthyt, Maurice Hewlettet és H. G. Wellst sorolta. A négy új szerző, akikre összpontosított, Walpole, Gilbert Cannan, Compton Mackenzie és D. H. Lawrence volt. A cikk igen hosszú volt, olyannyira, hogy a Supplement két számában, 1914 márciusában és áprilisában kellett megjelentetni. James szerint „érzéketlen lépés” volt beleegyezni a megírásába, de Walpole szemszögéből nézve rendkívül kielégítő volt: az egyik legnagyobb élő író nyilvánosan a legjobb fiatal brit regényírók közé sorolta.

### Első világháború

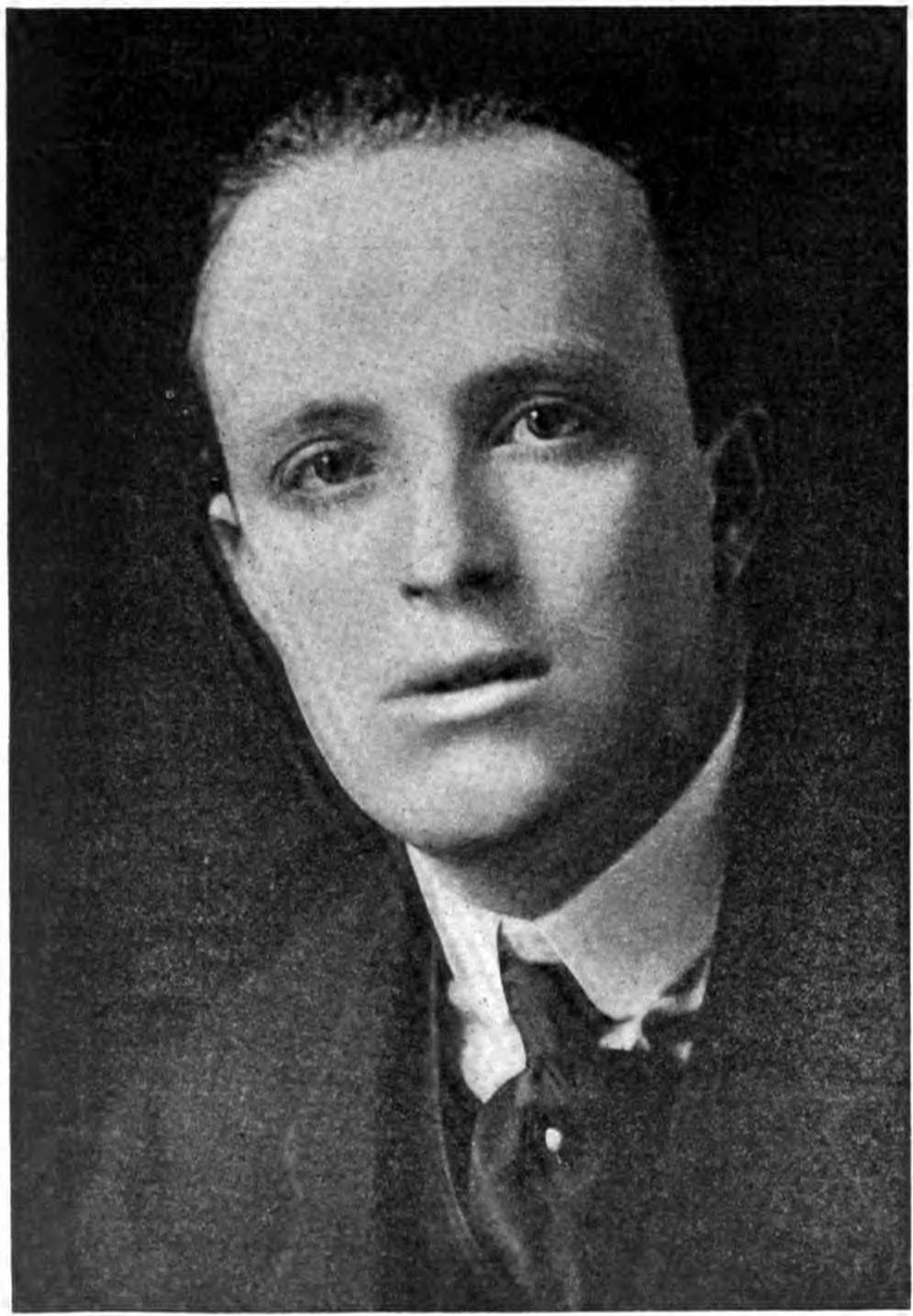
Walpole 1915-ben

A háború közeledtével Walpole rájött, hogy rossz látása miatt nem szolgálhat a fegyveres erőknél. Önként jelentkezett a rendőrséghez, de elutasították; ezután újságírói állást vállalt Moszkvában, ahol a The Saturday Review és a The Daily Mail számára tudósított. Megengedték neki, hogy meglátogassa a lengyelországi frontot, de a Moszkvából (és később Petrográdból, amit jobban szeretett volna) küldött tudósításai nem voltak elégségesek ahhoz, hogy megakadályozzák az otthoni ellenséges megjegyzéseket, miszerint nem tesz eleget a háborús erőfeszítésekért. Henry Jamest annyira feldühítette egy prominens londoni háziasszony egy ilyen megjegyzése, hogy kiviharzott a házából, és írt Walpole-nak, amelyben azt javasolta, hogy térjen vissza Angliába. Walpole nagy izgalommal válaszolt, hogy most nevezték ki orosz tisztnek a Sanitarban:
A „Sanitar” a Vöröskereszt azon része, amely a fronton végzi a durva munkát, embereket hord ki a lövészárokból, mindenféle módon segít a báziskórházakban, mindenféle durva munkát végez. Ők egy teljesen hivatalos szerv, és én azon kevés (fél tucat) angol egyike leszek a világon, aki orosz egyenruhát visel.
A Sanitar képzése közben Walpole szabadidejét arra fordította, hogy megfelelő folyékonyan beszéljen az orosz nyelven, és elkészítse első teljes hosszúságú ismeretterjesztő művét, Joseph Conrad irodalmi életrajzát. 1915 nyarán az osztrák-orosz fronton dolgozott, segédkezett a hadműveletekben a tábori kórházakban, valamint a halottak és sebesültek hazahozatalában a harctérről. Időnként talált időt arra, hogy rövid leveleket írjon haza; Azt mondta Bennettnek: „Egy csata a pokol és a családi piknik csodálatos keveréke – nem olyan ijesztő, mint a fogorvos, de magával ragadó, néha izgalmas, mint a foci, néha unalmas, mint a templom, néha pedig egyszerűen testileg beteg, mint a rossz hal. A halottak eltemetése a legrosszabb.” Amikor elkedvetlenedett, azzal a gondolattal vigasztalta magát: „Ez nem olyan rossz, mint Marlownál.”

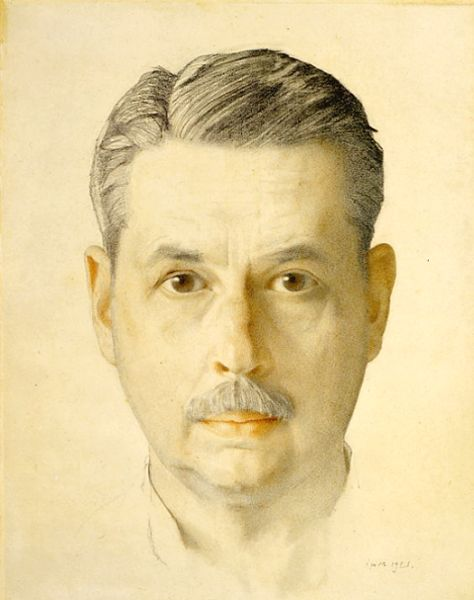
Konsztantyin Szomov, akivel Walpole Szentpéterváron élt.

Egy 1915 június eleji ütközet során Walpole egyedül mentett meg egy sebesült katonát; orosz bajtársai nem voltak hajlandóak segíteni, Walpole pedig egy hordágy egyik végét vitte, és a férfit biztonságba vonszolta. Ezért a Szent György-keresztet kapta; Lecsickij tábornok augusztusban adta át neki a kitüntetést. Szolgálati bevetése után visszatért Petrográdba. A város vonzereje számára többek között Konsztantyin Szomov festőművész jelenléte volt, akivel bensőséges kapcsolatot alakított ki. Petrográdban és Moszkvában töltött ideje alatt naplót vezetett az olvasott könyvekről, a színdarabokról és az operákról, amelyeket megnézett, és ez a szokása egész életében megmaradt. Megismerkedett Maxim Gorkijjal, Mihail Ljudardopoulosszal, Nyikita Balijevvel, és elmerült a moszkvai művészeti életben, ami hatással volt a szimbolizmusra a munkásságában. Oroszországban maradt 1915 októberéig, amikor visszatért Angliába. Meglátogatta a családját, Percy Andersonnál lakott Londonban, telefonált Henry Jamesnek Rye-ban, és visszavonult egy házikóba, amelyet Cornwallban vásárolt. 1916 januárjában a Külügyminisztérium felkérte, hogy térjen vissza Petrográdba. Az oroszok rendkívül hatékony német propagandának voltak kitéve. Arthur Ransome író, a The Daily News petrográdi tudósítója sikeresen lobbizott egy iroda felállításáért a német erőfeszítések ellensúlyozására, és a brit nagykövet, Sir George Buchanan azt akarta, hogy Walpole vegye át az irányítást.
Mielőtt Petrográdba utazott volna, megjelent The Dark Forest (A sötét erdő) című regénye. Ez az oroszországi tapasztalataiból merített, és komorabb volt, mint korábbi regényeinek nagy része. A kritikák igen kedvezőek voltak; a The Daily Telegraph megjegyezte, hogy „a képzeletbeli látásmód magas színvonala ... olyan képességeket és erőket fedez fel a szerzőben, amelyeket korábban aligha sejtettünk”.
Walpole 1916 februárjában tért vissza Petrográdba. Beköltözött Szomov lakásába, és megkezdte munkáját az Angol-Orosz Propaganda Iroda. A következő hónapban személyes csapás érte: 1916. március 13-i naplójába ezt írta: „Ma harminckettő! Boldog napnak kellett volna lennie, de teljesen elhomályosította számomra, hogy az újságokban Henry James haláláról olvastam. Ez szörnyű megrázkódtatás volt számomra”. Walpole 1916 hátralévő részében és 1917 nagy részében az irodában maradt, és tanúja volt a februári forradalomnak. Hivatalos jelentést írt az eseményekről a Külügyminisztérium számára, és ötleteket merített a regényeihez is. A népszerű „Jeremy” című első regénye mellett, amelyet szabadidejében írt az irodából, elkezdett dolgozni második, orosz témájú könyvén, A titkos városon (The Secret City). Sadleir azt írja, hogy ez a regény és The Dark Forest „magas helyet foglal el művei között, egy idegen mentalitás intuitív megértése és elbeszélői erejük lendülete miatt”. A könyv elnyerte az első James Tait Black-emlékdíjat.

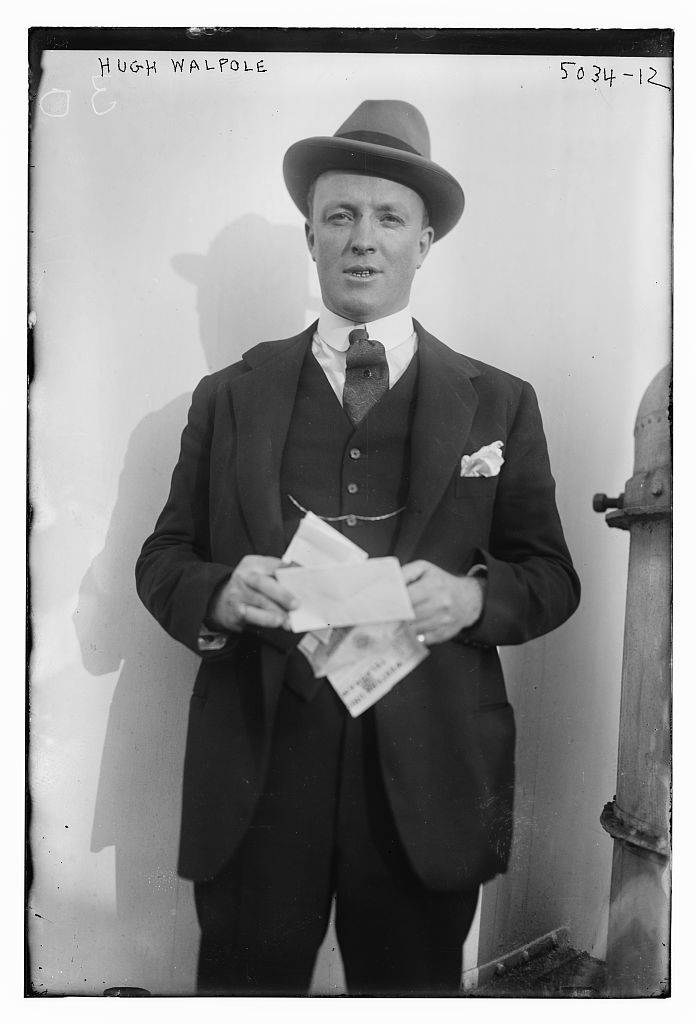
Walpole kb. 1915-ben

1917 végére Walpole és a brit hatóságok számára is világossá vált, hogy nem sok haszna van annak, hogy Oroszországban tartsák. November 7-én távozott, lekésve az aznap kezdődő bolsevik forradalmat. A Külügyminisztériumban kapott állást a John Buchan által vezetett Tájékoztatási Osztályon. Nem sokkal hazatérése után önként jelentkezett a brit hadseregbe, de - ahogyan az várható volt - gyenge látása miatt megbukott a szükséges orvosi vizsgálaton. A brit propagandában dolgozott tovább, amikor 1918 áprilisában Lord Beaverbrook vezetésével újjáalakult a részleg, és a háború hátralévő részében és azon túl is ott maradt, 1919 februárjában mondott le. Keveset tudunk arról, hogy mit írt az osztály számára, mivel a legtöbb iratot a háború után megsemmisítették, de naplójában feljegyezte, hogy ő írta az osztály hivatalos jelentését a háborús kabinetnek: „szörnyű munka - a legrosszabb, amivel valaha is próbálkoztam”. Háborús munkájáért 1918-ban CBE kitüntetést kapott.

### A háború utáni és az 1920-as évek
Walpole a háború utáni években is termékeny maradt, és ezzel párhuzamosan irodalmi előadóként is igen jövedelmező karriert futott be. Amerikai kiadója, George Doran ösztönzésére 1919-ben első előadókörútját az Egyesült Államokban folytatta, és mindenütt lelkes fogadtatásban részesült. Sadleir szerint Walpole „zseniális és vonzó megjelenése, távolságtartásának teljes hiánya, izgalmas szónoki képessége [és] nyilvánvaló és őszinte szimpátiája vendéglátói iránt” együttesen nagy amerikai követők táborát hozta meg számára. Előadásainak sikere miatt megemelkedett az előadói honoráriuma, könyveinek eladásai jelentősen megnőttek, és az amerikai kiadók nagy összegeket kaptak tőle, hogy kinyomtathassák legújabb regényeit. Csodálatosan gyors író volt, aki ritkán dolgozott át, de lelkesen folytatta, hogy ötleteit papírra vesse. Fő brit kiadója, a Macmillan célszerűnek találta, hogy kinevezzen egy magas rangú munkatársat, aki szerkeszti kéziratait, kijavítja a helyesírást, az írásjeleket, a következetlenségeket és a történelmi tévedéseket. Szótékonysága lehetővé tette számára, hogy két turnéja között teljesítse a The Pictorial Review tíz novellára szóló szerződését, darabonként 1350 dollárért.
Walpole egyik fő regénye a háború utáni korai időszakból a The Cathedral volt, amelyet – sok más regényével ellentétben – nem kapkodott el, hanem 1918-tól kezdve négy éven át dolgozott rajta. A 19. századi arrogáns fődiakónus története, aki konfliktusba kerül más papokkal és laikusokkal, minden bizonnyal Trollope Barchester Towers című művével vetette össze (a The Manchester Guardian kritikája a „Polchester Towers” címet viselte), de a korábbi műtől eltérően A katedrális teljesen komikummentes. A fennhéjázó Brandon fődiakónust a kétségbeesés, a szakmai vereség és a hirtelen halál kergeti. A kritikus, Ivor Brown megjegyezte, hogy Walpole korábban sokakat elbűvölt Mayfairről szóló vidám történeteivel, de ebben a regényben művészetének egy nagyobb oldalát mutatta meg: „Ez a könyv kevés boldogságot hordoz magában, de rideg ereje tagadhatatlan. A The Cathedral a realizmus, filozófiájában mélyenszántó, fonalában finom.” A The Illustrated London News szerint: „Egyetlen korábbi regényíró sem ragadta meg ilyen erőteljesen a katedrális szerkezetét, és tette azt a dráma élő szereplőjévé, megszállott egyéniséggé, amely egyszerre jóságos és tiltó. ... A The Cathedral nagyszerű könyv.”
Walpole lelkes zenekedvelő volt, és amikor 1920-ban a Proms koncerten meghallgatott egy új tenort, nagy hatással volt rá, és felkereste. Lauritz Melchior élete egyik legfontosabb barátsága lett, és Walpole sokat tett az énekes bimbózó karrierjének előmozdításáért. Wagner fia, Siegfried 1924-ben és az azt követő években szerződtette Melchiort a Bayreuthi Ünnepi Játékokra. Walpole részt vett rajta, és találkozott Adolf Hitlerrel, aki akkoriban nemrég szabadult a börtönből egy puccskísérlet után. Hitler Siegfried feleségének, Winifrednek a pártfogoltja volt, és Bayreuthban „Winnie egyik béna kacsájaként” ismerték. Walpole később elismerte, hogy egyszerre megvetette és kedvelte őt – „mindkét érzelem, amelyről az idő bebizonyította, hogy hiba volt nekem engedni”. Ezt és a későbbi bayreuthi látogatásokat bonyolította, hogy Winifred Wagner beleszeretett Walpole-ba, és olyan erősen ragaszkodott hozzá, hogy a pletykák terjedni kezdtek.

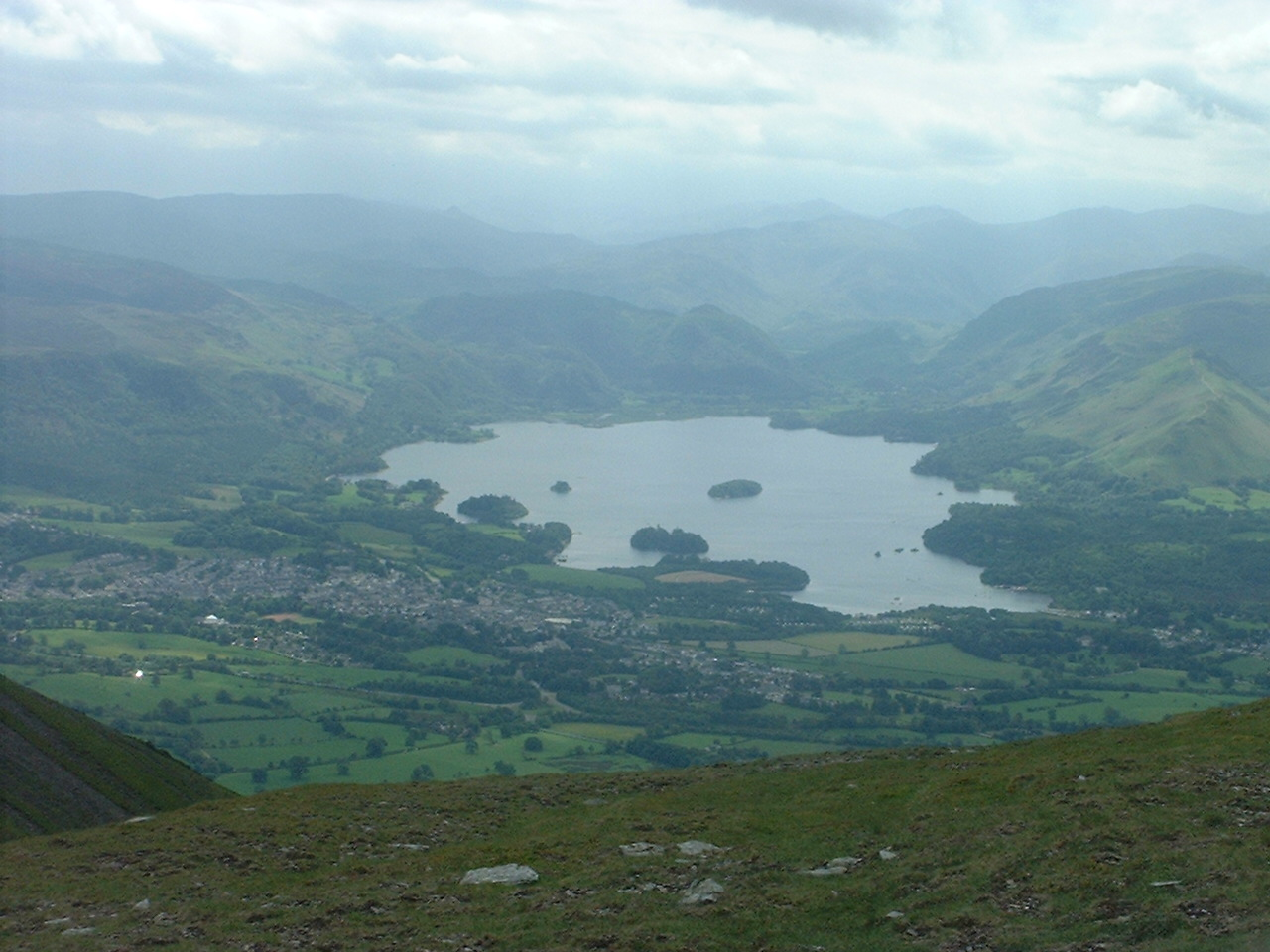
Derwentwater, Brackenburn felé nézve. A Lake District Walpole számos regényét ihlette.

1924-ben Walpole a Lake Districtben, Keswick közelében lévő házba költözött. Nagy jövedelme lehetővé tette számára, hogy fenntartsa londoni lakását a Piccadillyn, de a Derwentwaterre néző Catbells lejtőin fekvő Brackenburn volt élete hátralévő részében a fő otthona. A helyi lakosok hamar befogadták, és a Lake District tájai és hangulata gyakran bekerült a regényeibe is. Walpole 1939-ben ezt írta: "Az, hogy teljes szívemből és lelkemből szeretem Cumberlandet, egy másik oka annak, hogy örömömre szolgál e Herries-könyvek megírása. Az, hogy nem születtem cumbriainak, nem az én hibám: az, hogy a cumbriaiak „idegenségem” ellenére olyan kedvesek voltak hozzám, az a szerencsém."</ref> A kritikus James Agate megjegyezte, hogy Walpole néhány története alapján azt hihetnénk, hogy szerzőjük alkotta meg az angol tavakat, de valószínűleg csak konzultáltak vele róluk. 1924 végén Walpole megismerkedett Harold Cheeversszel, aki hamarosan barátja és társa lett, és ez Walpole egész hátralévő életében így is maradt. Hart-Davis szavaival élve, ő minden más embernél közelebb került Walpole régóta keresett elképzeléséhez a tökéletes barátról. Cheevers rendőr, akinek felesége és két gyermeke volt, otthagyta a rendőrséget, és Walpole szolgálatába állt, mint a sofőrje. Walpole teljes mértékben megbízott benne, és széles körű ellenőrzést adott neki az ügyei felett. Akár Brackenburnben, akár a Piccadillyn tartózkodott Walpole, Cheevers szinte mindig vele volt, és gyakran elkísérte őt a tengerentúli utazásokra is. Walpole Hampsteadben biztosított házat Cheevers és családja számára.

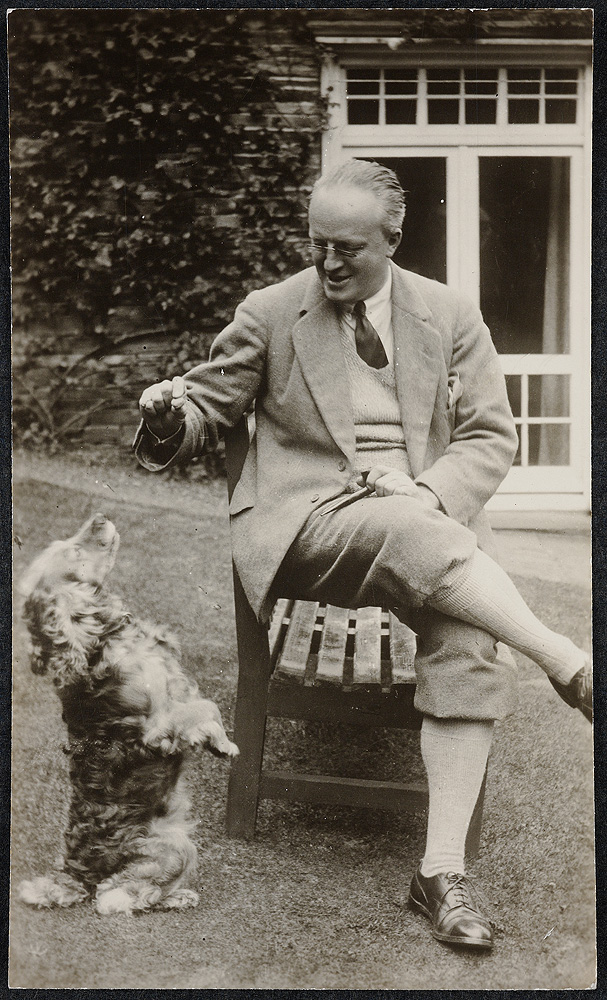
Walpole Brackenburnben, 1929

A húszas évek közepén Walpole két legismertebb regénye született, amelyekben időről időre elővette a félelem és a kegyetlenség varázsát vizsgáló, borzalmas hangnemet. 1924-ben The Old Ladies (A vénasszonyok) egy félénk idős vénkisasszonyról szól, akit egy ragadozó özvegyasszony kihasznál, végül pedig halálra rémít. Portrait of a Man with Red Hair (A vörös hajú férfi portréja, 1925) egy manipulatív, őrült apa családjára és másokra gyakorolt rosszindulatú befolyását mutatja be. Walpole úgy jellemezte írótársának, Frank Swinnertonnak, hogy „egyszerű sokkoló, amelynek megírása úgy szórakoztatott, mint bármi más, és nem fog untatni az olvasása”. Ezzel szemben folytatta az 1919-ben a Jeremyvel megkezdett, gyerekeknek szóló mesesorozatát, majd 1923-ban a Jeremy and Hamlet (ez utóbbi a fiú kutyája), 1927-ben pedig a Jeremy at Crale című művekkel folytatta a fiatal hős történetét. Az 1950-es években író Sadleir szerint „a legigazibb Walpole – mert a legönzetlenebb, legkedvesebb és legmegértőbb barát – a Jeremy-trilógia Walpole-ja”. Az 1920-as évek többi regénye közül a Wintersmoon (Téli hold, 1928), első kísérlete egy egész estés szerelmi történetre, a tradicionalizmus és a modernizmus összecsapását ábrázolja: saját szimpátiája, bár nem fejtette ki, egyértelműen a tradicionalisták oldalán állt.

### 1930–1941

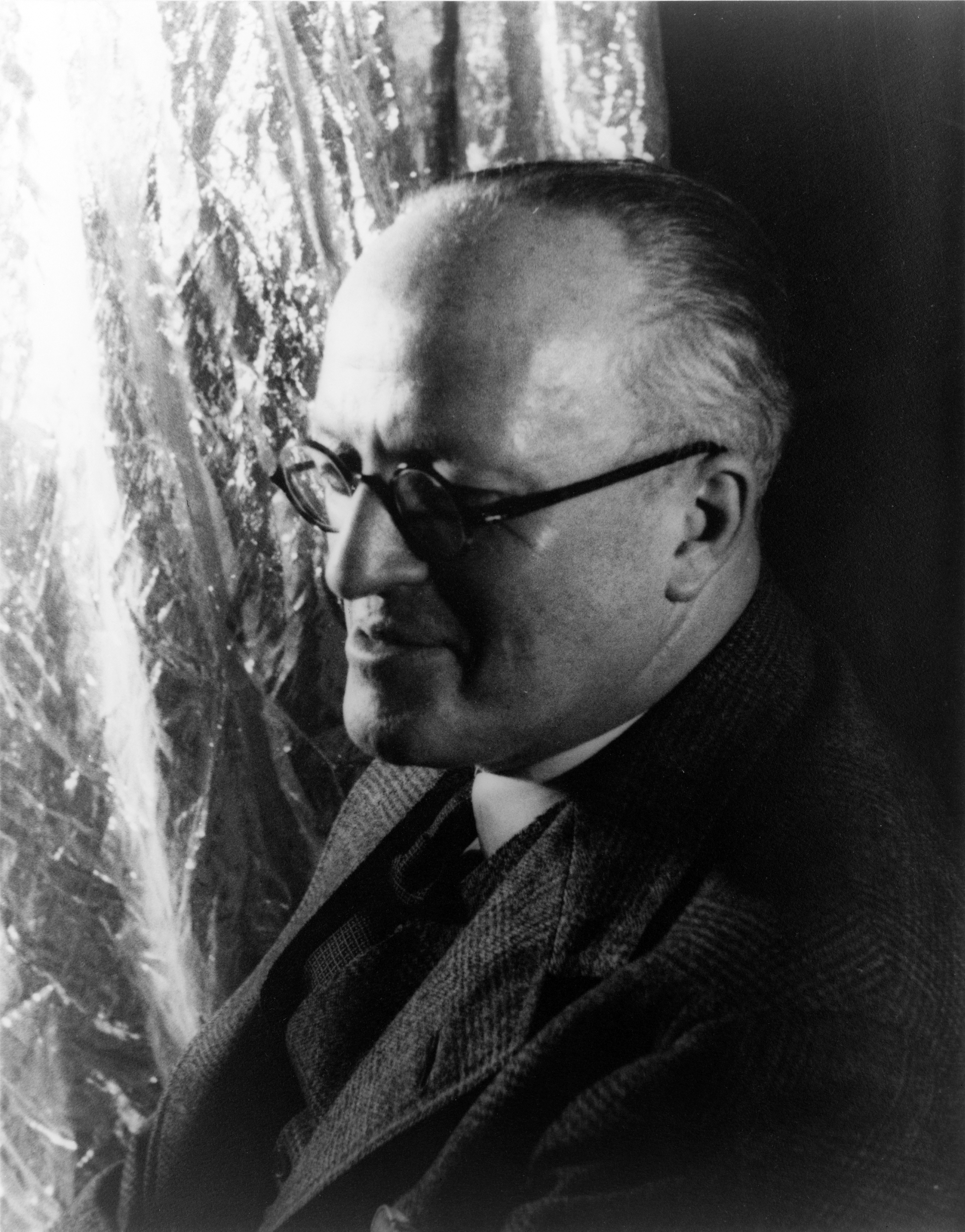
Walpole, fényképezte Carl Van Vechten, 1934

Az 1930-as évekre, bár nyilvános sikere továbbra is jelentős maradt, sok irodalomkritikus már elavultnak látta Walpole-t. Irodalmi körökben szerzett hírnevét Somerset Maugham 1930-as Cakes and Ale (Sör és perec) című regényében szereplő rosszindulatú karikatúra rontotta meg: Alroy Kear karakterét, a felszínes regényírót, aki inkább törtető ambíciókkal, mint irodalmi tehetséggel rendelkezik, széles körben Walpole-ról mintázták. Maugham életrajzírója, Selina Hastings egy kortárs véleményét idézi, amely szerint Kear Maugham bosszúja volt Walpole-on „egy ellopott pasiért, egy viszonzatlan szerelemért és egy régi féltékenységért”.</ref> Walpole ugyanebben az évben írta talán legismertebb művét, a Rogue Herries című történelmi regényt, amely a Lake Districtben játszódik. A regényt kedvező fogadtatásban részesítették: A Daily Mail szerint „nemcsak az emberi jellem mélyreható tanulmánya, hanem egy hely finom és bensőséges rajza is”. Ezt három folytatás követte; mind a négy regényt egy kötetben adták ki The Herries Chronicle címmel.
1934-ben Walpole elfogadta a Metro-Goldwyn-Mayer stúdió felkérését, hogy menjen Hollywoodba, és írja meg a forgatókönyvet a David Copperfield filmadaptációjához. A hollywoodi élet számos aspektusát élvezte, de mint olyan ember, aki ritkán dolgozta át saját műveit, fárasztónak találta, hogy a stúdió utasítására hatodik és hetedik vázlatokat kellett készítenie. Élvezte, hogy az íróból rövid időre kisszereplővé változott: a filmben Blunderstone plébánosát alakította, aki unalmas prédikációt tart, amitől David elalszik. Agate kételkedett ennek bölcsességében: „Hugh nem látja, hogy a való életből jól ismert karaktert egy képzeletbeli eseménysorozatba belevinni azt jelenti, hogy megsemmisítjük a képzeletbeli eseménysorozat valóságát?”. Ennek ellenére Walpole előadása sikeres volt. A prédikációt improvizálta; a producer, David O. Selznick pajkosan újrafelvételről újrafelvételre hívta, hogy megpróbálja kiszárítani, de Walpole minden alkalommal folyékonyan, más-más rögtönzött beszédet mondott.
A David Copperfield című film kritikai és kereskedelmi sikere miatt 1936-ban meghívták, hogy térjen vissza Hollywoodba. Amikor odaért, azt tapasztalta, hogy a stúdió vezetőinek fogalmuk sincs, milyen filmeken akarják, hogy dolgozzon, és nyolc hétig jól fizetett szabadideje volt, amely alatt írt egy novellát és dolgozott egy regényen. Végül felkérték, hogy írja meg a Little Lord Fauntleroy forgatókönyvét, amit örömmel csinált. A honoráriumának nagy részét festményekre költötte, és elfelejtett annyi pénzt megtartani, hogy a jövedelme után amerikai adót fizessen. Amerikai pénzeszközeit 1936 végén egy – utolsó – előadókörúttal töltötte fel.
1937-ben Walpole-nak felajánlották a lovaggá ütést. Elfogadta, bár naplójának azt vallotta, hogy Walter Scott óta nem jutott eszébe olyan regényíró, aki ezt megtette volna. „Kipling, Hardy, Galsworthy mind visszautasították. De én nem tartozom az ő osztályukba, és Doyle, Anthony Hope és hasonlók közé tartozom. ... Különben is szeretek majd lovag lenni.”
Walpole kalandvágya utolsó éveiben sem csökkent. 1939-ben megbízást kapott, hogy William Randolph Hearst újságjai számára tudósítson XI. Piusz pápa római temetéséről, az utódjának megválasztására rendezett konklávéról és az azt követő koronázásról. Tudósítótársa volt Tom Driberg, akinek visszaemlékezéseiben beszámol egy ebédről à deux, amelyre Walpole a Borghese-palotában aznap reggeli, egy kísérővel folytatott szexuális találkozásától kipirulva érkezett. A temetés és XII. Pius megválasztása közötti hetekben Walpole a tőle megszokott gördülékenységgel megírta Roman Fountain (Római szökőkút) című könyvének nagy részét, amely a városról szóló tényeket és fikciókat vegyíti. Ez volt az utolsó tengerentúli látogatása.
A második világháború kitörése után Walpole Angliában maradt, London és Keswick között osztotta meg idejét, és a tőle megszokott gyorsasággal folytatta az írást. Befejezte a Herries-sorozat ötödik regényét, és elkezdett dolgozni a hatodikon. Egészségét a cukorbetegség rontotta. Az 1941 májusában Keswickben megrendezett „Háborús Fegyverek Hete” elnevezésű adománygyűjtő rendezvény megnyitóján túlhajtotta magát, és egy hosszú menetelés után beszédet mondott, majd 57 évesen szívrohamban halt meg Brackenburnben. A keswicki Szent János templomkertben van eltemetve.

### Öröksége
Walpole lelkes és igényes műgyűjtő volt. Sir Kenneth Clark „az ország három-négy igazi művészetpártolójának egyikének nevezte, és e kis csoportból talán ő volt a legbőkezűbb és a legszigorúbb.” Tizennégy művet hagyott a Tate Galériára és a Fitzwilliam Múzeumra, köztük Cézanne, Manet, Augustus John, Tissot és Renoir festményeit.

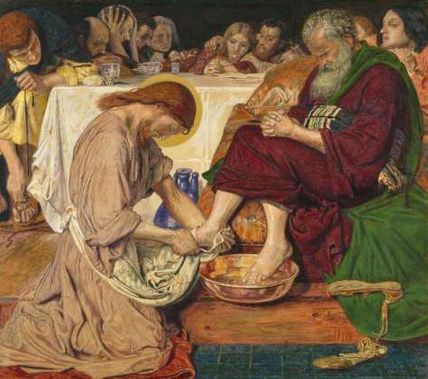
Walpole nemzetnek adott hagyatékának egy része: Ford Madox Brown Jézusa, aki megmossa Péter lábát

Walpole gyűjteményében olyan művészek is képviseltették magukat, mint Epstein, Picasso, Gauguin, Sickert és Utrillo. Halála után a gyűjteményének legszebb műveiből - a hagyatékon kívül - 1945 áprilisában és májusában Londonban kiállítást rendeztek; a kiállításon Constable, Turner és Rodin művei is szerepeltek.
Sadleir megjegyzi, hogy Walpole jelentős jövedelme lehetővé tette számára, hogy ne csak a művészet, a régi könyvek és kéziratok iránti szeretetének hódoljon, hanem a filantrópiának is, különösen a fiatalabb írókkal szemben. Bár Walpole élvezte a rivaldafényt, titkolózott a fiatalabb írókkal szemben tanúsított számos nagylelkűségéről, mind bátorítással, mind anyagi segítséggel. Halála után derült ki némi fogalom bőkezűségének mértékéről. Osbert Sitwell így nyilatkozott: „Nem hiszem, hogy volt olyan fiatalabb, valamirevaló író, aki ne kapott volna egyszer vagy másszor aktív kedvességet, méghozzá döntő pillanatban, Hugh-tól”. Hart-Davis harmincnyolc szerzőt sorol fel, akiktől Walpole levelezése között hálalommá vált leveleket találtak; Sadleir azt írja, hogy Walpole „nagylelkűen kedveskedett az irodalmi pályakezdőknek és a rossz napokat megélt íróknak ... azonnali pénzügyi támogatással, ingyenesen biztosított előszavakkal vagy önkéntes együttműködéssel, bevezetésekkel és ajánlásokkal a valószínű kiadóknak, Walpole olyan mértékben enyhítette az írói pálya nehézségeit, amely soha nem lesz teljesen ismert”. Agate, bár maga is részesült Walpole nagylelkűségében, úgy vélte, hogy az néha túl messzire ment: „Walpole úr nagyszívűsége mindenféle bajba sodorja. Megrögzött szószátyár. Megveregeti a hátát olyan fiatalembereknek, akiket szigorúbb kritikusok leütnének, mert még a fantasztikus alkalmatlanságban is észreveszi a jó szándékot. Walpole úr jóindulatától egyetlen művészet vagy művész sincs biztonságban”.
Választott otthonában, Keswickben a városi múzeum egy részét 1949-ben Walpole emlékének szentelték, a Brackenburnből származó kéziratokkal, levelezéssel, festményekkel és szobrokkal, amelyeket testvére és nővére adományozott.
A Hugh Walpole Társaságot 2020-ban alapították Walpole életének és műveinek megbecsülésének és tanulmányozásának előmozdítására. A The Hugh Walpole Review című folyóirat évente kétszer történő kiadása mellett a társaság személyes rendezvényeket is szervez a tagok számára olyan helyeken, ahol Walpole-társulások működnek. A társaság tagja az Irodalmi Társaságok Szövetségének, a Keswicki Múzeum és Művészeti Galéria Baráti Körének, valamint a Keswicki Szent János-templomnak, ahol Walpole eltemették. 2023-ban a társaság kiadta a Red Amber and Other Stories című kötetet, amely tizenkét eddig nem gyűjtött novellát tartalmaz.

## Művei
Walpole könyvei széles skálát ölelnek fel. Szépirodalmi művei között szerepelnek novellák, fejlődésregények (Mr Perrin and Mr Traill, 1911, és a Jeremy-trilógia); gótikus horrorregények (Portrait of a Man with Red Hair, 1925, és The Killer and the Slain, 1942); szellemtörténetek (All Souls' Night, 1933); korabeli családi saga (Herries chronicle), sőt detektívregény (Behind the Screen) is. Irodalmi életrajzokat (Conrad, 1916; James Branch Cabell, 1920; és Trollope, 1928); színdarabokat; és forgatókönyveket írt, köztük a David Copperfield, 1935.

### Befolyások
Walpole adóssága Henry James felé a The Duchess of Wrexe (1914) és a The Green Mirror (1917) című regényekben érzékelhető, de J. B. Priestley szerint a két legerősebb hatás Walpole-ra Trollope és Dosztojevszkij erősen ellentétes hatásai voltak. Más kritikusok megjegyezték a trollopikus hatást; 1923-ban Arthur St. John Adcock megjegyezte:
A Trenchardok [a Zöld tükörben] egy olyan család, amilyet Trollope talán megteremtett volna, ha most élne; A katedrális egy olyan történet, amelyet ő is elmesélhetett volna, realista melodrámájával és egyházi légkörével, de Walpole finomabb írásművészettel és szerkesztéssel, olyan tömörséggel és stílusbájjal meséli el, amely kívül esik a korábbi regényíró hatókörén.
Walpole, bár rajongott Trollope műveiért, és tanulmányt is publikált róla, úgy vélte, hogy kettejük között nincs igazi összehasonlítási lehetőség: „Túlságosan csavaros és fantasztikus regényíró vagyok ahhoz, hogy valaha is sikerüljön elkapnom Trollope csodálatos normalitását”. Priestley-t kevésbé nyűgözte le Walpole munkásságának állítólagos trollopos oldala, mivel némelyikét sablonosnak találta. Inkább a sötétebb, dosztojevszkiji oldal tetszett neki, amelyet az írásokban talált: „hirtelen átlátszósággá változtatja a kellemes, könnyű jelenetet, amelyet nekünk ad, amely mögött fényes csillagok és vörös pokol tüze van ... Bármennyire is vidámnak és lendületesnek tűnik, tény, hogy szokatlanul éles érzékkel rendelkezik a gonoszság iránt”.
Walpole-ra talán Walter Scott volt a legnagyobb hatással, akinek romantikája a későbbi író számos regényében tükröződik. Walpole annyira szerette Scottot, hogy szerette magát az utóbbi reinkarnációjának tekinteni. Nagy-Britannia legnagyobb Scott-kézirat- és korai kiadású gyűjteményét gyűjtötte össze, és folyamatosan újraolvasta a regényeket. A Herries-történetekkel Walpole visszahozta a történelmi regény népszerűségét, egy olyan forma, amelyről Scott híres volt, de amely évtizedek óta nem volt divatban. A Herries-sorozat a 18. században kezdődik, és a Lakeland családról szól végig a generációkon keresztül egészen napjainkig.

### Hírnév
Walpole nemcsak a kritikai, hanem az anyagi sikerre is törekedett, és olyan műveket szeretett volna írni, amelyek Trollope, Thomas Hardy és Henry James műveivel vetekednek. Korai éveiben gyakran és általában elismerő kritikát kapott az irodalom nagy alakjaitól. Jó barátja volt Virginia Woolfnak, aki nagy hatással volt rá; Virginia Woolf dicsérte, hogy képes megragadni a sokatmondó részleteket: „Nem becsmérlés egy írónak azt mondani, hogy inkább az apró dolgokhoz van tehetsége, mint a nagy dolgokhoz... Ha hűséges a részletekhez, a nagy hatások elkerülhetetlenül éppen ezekből a részletekből nőnek ki”. Joseph Conrad mondta róla: „Látjuk, hogy Walpole úr a rá jellemző komolysággal küzd a szellemi és anyagi dolgok igazságával, és felismerhetjük az emberi természet eme éles eszű és együttérző felfedezőjének jellegzetességeit”. 1928-ban Priestley megjegyezte,
Amikor először láttam Hugh Walpole nevét, emlékszem, hogy egyáltalán nem volt közönsége, de a kegyetlen fiatal kritikusok – a „highbrows”, ahogy azóta megtanultuk őket nevezni – el voltak ragadtatva tőle. Most hatalmas közönsége van, Angliában és Amerikában egyaránt, és a fiatal „highbrows” – akiket elszomorít a nagy közönség gondolata – nem különösebben kedvelik őt.
Priestley azt állította, hogy Walpole – Compton Mackenzie-vel, Gilbert Cannannel és nemzedékének más ígéretes fiatal regényíróival ellentétben – már korán kiteljesedett. Ez a nézet nem volt általános a kritikusok körében: Walpole néha megosztotta a véleményeket. Walpole orosz regényeiről írva a korabeli kritikus és regényíró, Douglas Goldring így nyilatkozott: „Oroszország sok hírnév sírja volt; és a mi szalonregényes Napóleonunk nem járt jobban, mint más leendő hódítói ennek a nyugtalanító országnak”. Goldring panasza az volt, hogy Walpole orosz (és angol) karakterei klisés sztereotípiák. A Punch kritikusa ezzel szemben ezt írta: „Egy oroszhoz fordultam, aki nagyon is él, és azt a véleményt kaptam, hogy ha Walpole úrnak nem is sikerült megrajzolnia a valódi átlagos oroszt, de olyan típust adott nekünk, amelynek hibái és erényei a mai helyzet alaphangját adják.” A The Observer a The Dark Forest című regényt „generációnk egyik legjobb regényének” minősítette.
Ernest Hemingway 1924-ben egy novellába írta bele G. K. Chesterton és Walpole összehasonlítását, és arra a következtetésre jutott, hogy az előbbi a jobb ember, az utóbbi a jobb író, és mindketten klasszikusok. Walpole érzékeny tudott lenni irodalmi hírnevére, és gyakran rosszul viselte a kedvezőtlen kritikákat. Amikor Hilaire Belloc P. G. Wodehouse-t koruk legjobb angol írójaként dicsérte, Walpole félreértette a dolgot, Wodehouse szórakoztatására, aki Belloc dicséretét „tréfának tekintette, hogy felhúzzák a komoly gondolkodású szerzőket, akiket nem kedvel”. Wodehouse nem volt Walpole nagy csodálója; saját lelkiismeretes kézműves munkássága, az újra és újra csiszolt vázlatok, Walpole kapkodva megírt és ritkán átdolgozott prózájának ellentéte volt. Walpole kritikára való érzékenységét is abszurdnak tartotta. Walpole nem volt mindig olyan túlérzékeny, mint Wodehouse feltételezte. A kritikus James Agate barátja volt, annak ellenére, hogy rendszeresen durva megjegyzéseket tett Walpole prózájára, és amikor Walpole rájött, hogy Agate paródiát írt Herries „Lakeland” stílusáról, megígértette vele, hogy a naplóinak következő, megjelenő kötetében leközli.
Pályafutása során a kortársak negatív és pozitív oldalát is látták Walpole kifelé forduló természetének és a nyilvánosság előtti szereplési vágyának. Wodehouse így nyilatkozott: „Mindig is úgy gondoltam, hogy Hugh Walpole hírneve kétharmad részben a nyilvánosságból állt. Mindig könyveket támogatott, ebédeken beszélt, és így tovább.” Másrészt Walpole azon kevés irodalmárok egyikeként tűnt ki, akik hajlandóak voltak bemenni a bíróságra és tanúskodni a védelem mellett az obszcenitási perben, miután 1928-ban megjelent Radclyffe Hall leszbikus regénye, A magány kútja (The Well of Loneliness).
Halála idején a The Times Walpole-ra vonatkozó értékelése nem volt magasabb, mint: „sokoldalú képzelőereje volt; mesterkélt történetet tudott elmesélni jó, munkásszerű angol nyelven; és hatalmas iparos, lelkiismeretes és szorgalmas ember volt”. A gyászjelentés lekicsinylő hangvétele erős cáfolatokat hozott többek között T. S. Eliottól, Kenneth Clarktól és Priestleytől. Halála után néhány éven belül Walpole-ot régimódinak tekintették, és munkáit nagyrészt elhanyagolták. Az Oxford Dictionary of National Biography című könyvében Elizabeth Steele így foglalta össze: „Pszichológiája nem volt elég mély a polemizáló számára, dikciója nem volt elég szabad a háborúból visszatérők számára, és lelkesedése katasztrofális volt a személyes elkötelezettségtől óvakodó nyilvánosság számára”.
Walpole munkáit az elmúlt években sem hanyagolták el teljesen. A Herries-történetek ritkán jelentek meg, és 2014-ben a WorldCat felsorakoztatta Walpole műveinek tucatnyi újbóli kiadását, többek között a The Wooden Horse-t, a The Dark Forest-et, a The Secret Cityt, a Jeremy-t és a The Cathedral-t. 2011-ben a BBC sugározta a Walpole újraértékelését, a The Walpole Chronicle-t, amelyet Eric Robson mutatott be. 2013-ban a Rogue Herries új színpadi változatát mutatta be a Theatre by the Lake társulat Walpole fogadott otthonában, Keswickben. A BBC azt feltételezte, hogy ez a munkái iránti érdeklődés felélénkülését jelezheti.

### Életrajzok
Walpole-ról halála után két teljes terjedelmes tanulmány jelent meg. Az elsőt, 1952-ben, Rupert Hart-Davis írta, aki személyesen ismerte Walpole-t. Akkoriban „az évszázad fél tucat legjobb életrajza között” tartották, és első kiadása óta többször is újra kiadták. Amikor Angliában még tiltottak voltak a férfiak közötti homoszexuális cselekmények, Hart-Davis kerülte alanya szexualitásának közvetlen megemlítését, így tiszteletben tartotta Walpole szokásos diszkrécióját és testvére kívánságait. Hagyta az olvasókat, hogy olvassanak a sorok között, ha például a török fürdőkre hivatkoznak, amelyek „informális lehetőséget biztosítanak az érdekes idegenekkel való találkozásra”. Hart-Davis a könyvet „Dorothynak, Robinnak és Haroldnak”, Walpole húgának, testvérének és hosszú távú társának ajánlotta.
1972-ben megjelent Elizabeth Steele Walpole-ról szóló tanulmánya. Hart-Davis életrajzánál jóval rövidebb, 178 oldal az 503-ig, főként a regényekkel foglalkozott, és célja volt, hogy „megmutassa Hugh Walpole írói sikereinek forrásait mozgalmas pályafutása harmincöt éve és ötven könyve alatt”. Steele Walpole fél tucat legjobb könyvére koncentrált, amelyek mindegyike illusztrálja írásának egy-egy aspektusát, „Akolita”, „Művész”, „Tanú”, „Evangélista”, „Kritikus” és „Romantikus” címszó alatt. Steele tanulmányt is írt Walpole észak-amerikai előadókörútjairól (2006), valamint Walpole-ról szóló cikket az Oxford Dictionary of National Biography-ban (2004), amely röviden, de őszintén tárgyalja magánéletét.

## Magyarul megjelent művei
- Jeremiás: Egy nyolcéves fiu regénye (Jeremias) – Pantheon Irodalmi Intézet, Budapest, 1927 · Fordította: Schmidt József
- Dráma a Piccadillyn (Above the dark circus) – Hellas, Budapest, 1934 · Fordította: Tábori Pál
- Francis Herries (Rogue Herries, A Herries család 1.) – Singer és Wolfner, Budapest · Fordította: Ruzitska Mária
- Judith Paris (A Herries család 2.) – Singer és Wolfner, Budapest · Fordította: Tábori Pál
- Adam Paris (The Fortress, A Herries család 3.) – Singer és Wolfner, Budapest, 1936 · Fordította:
- Vanessa Herries (Vanessa, A Herries család 4.) – Singer és Wolfner, Budapest, 1936 · Fordította: Hornyánszky Viktor
- Harmer John pünkösdi királysága (Harmer John an unworldly story) – Pantheon Irodalmi Intézet, Budapest, 1938 · Fordította: Gaál Andor
- Christina (Christina) – Széchenyi Irodalmi és Művészeti, Budapest, 1942 · Fordította: Szerb Antal
- Forog a kerék I-IV. (A Herries-család története) – Singer és Wolfner, Budapest, 1943 · Fordította: Ruzitska Mária, Tábori Pál
- A háború kihajol az ég peremén (Blind man's house) – Új Idők Irodalmi Intézet, Budapest, 1945 · Fordította: Ruzitska Mária
  - A vak ember háza (Blind man's house) – Új Idők Irodalmi Intézet, Budapest, 1945 · Fordította:
- Egy vöröshajú ember arcképe (Portrait of a Man with Red Hair) – Franklin-Társulat, Budapest · Fordította: Pálos Ferencné

## Fordítás
- Ez a szócikk részben vagy egészben  a   Hugh Walpole című angol Wikipédia-szócikk fordításán alapul.  Az eredeti cikk szerkesztőit annak laptörténete sorolja fel. Ez a jelzés csupán a megfogalmazás eredetét és a szerzői jogokat jelzi, nem szolgál a cikkben szereplő információk forrásmegjelöléseként.